# عبد الله إبراهيم الدوسري (لاعب)
عبدالله ابراهيم الدوسري، لاعب كرة قدم حالي من مواليد 2000 يلعب في نادي الرياض في مركز ظهير ايسر ووسط ايسر وسبق له ان لعب لنادي الشباب متدرجا من الفئات السنية الى الفريق الاول قبل ان ينتقل الى نادي الرياض في 2018. راس كبير 